# Abdelaziz Sanqour
Abdelaziz Sanqour (sinh ngày 7 tháng 5 năm 1989) là một cầu thủ bóng đá người Các Tiểu vương quốc Ả Rập Thống nhất. Anh đá ở vị trí hậu vệ cho Shabab Al-Ahli và Đội tuyển bóng đá quốc gia Các Tiểu vương quốc Ả Rập Thống nhất. Anh từng thi đấu tại Thế vận hội Mùa hè 2012.

## Sự nghiệp quốc tế

### Bàn thắng quốc tế
Tỉ số và kết quả liệt kê bàn thắng của Các Tiểu vương quốc Ả Rập Thống nhất trước.
| #  | Ngày               | Địa điểm                      | Đối thủ | Tỉ số | Kết quả | Giải đấu |
| -- | ------------------ | ----------------------------- | ------- | ----- | ------- | -------- |
| 1. | 3 tháng 9 năm 2014 | Sân vận động Linzer, Linz, Áo | Litva   | 1–1   | 1–1     | Giao hữu |

## Danh hiệu
Các Tiểu vương quốc Ả Rập Thống nhất
- Cúp các quốc gia vùng Vịnh: 2013
- Hạng ba Cúp bóng đá châu Á: 2015